# Nau Capitânia

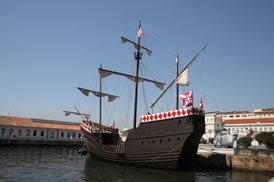
"Nau dos Descobrimentos", Espaço Cultural da Marinha, Rio de Janeiro.

A chamada Nau Capitânia é uma réplica de uma caravela portuguesa do século XV, construída na Base Naval de Aratu no Brasil, para as comemorações dos 500 anos do Descobrimento, considerada um navio-museu, subordinado à Diretoria do Patrimônio Histórico e Documentação da Marinha.

## História
O projeto de construção de uma réplica da embarcação de Pedro Álvares Cabral para realizar uma viagem entre Salvador e Santa Cruz de Cabrália foi idealizado por um grupo de empresários brasileiros, que obtiveram, do Governo Federal, à época, uma verba de quatro milhões de reais.
Ralph Nicholson, conhecido por sua expertise em construção naval histórica, chegou a ser procurado pelo Clube Naval do Rio para construir a Capitânia, impondo apenas que o casco fosse executado em seu estaleiro em Valença. Ele pediu US$ 2 milhões para o projeto, mas o Clube Naval achou o valor alto na época e preferiu dar o projeto ao francês Henri Schlomoff. No final, a Capitânia acabou custando quase R$ 4 milhões.
Erros técnicos na sua construção dirigida pelo francês Henri Schlomoff. fizeram com que a embarcação apresentasse uma série de problemas, não conseguindo navegar a tempo de participar das comemorações (só o conseguiu quatro meses mais tarde), o que foi bastante criticado pela mídia à época. O engenheiro Ralph Nicholson O Ministério Público e o Conselho Regional de Engenharia, Arquitetura e Agronomia (CREA) da Bahia apuraram irregularidades na construção da embarcação, que apresentou problemas de falta de lastro, mau dimensionamento do mastro principal e falha no motor. Foram apontadas ainda algumas irregularidades na prestação de contas dos recursos, o que agravou o caso. O Ministério do Esporte e Turismo, à época sob a gestão do Ministro Rafael Greca, injetou recursos adicionais no projeto, através de uma entidade pouco conhecida, o Instituto Memorabilia, suspeito de malversação dos recursos, o que teria agravado a questão.
Tendo permanecido por sete anos fundeada frente ao Departamento Náutico Charitas do Clube Naval, por determinação judicial, em 20 de março de 2007 foi oficialmente entregue à União Federal, representada pela Secretaria Especial de Aquicultura e Pesca, tendo sido rebocada para a Base Naval do Rio de Janeiro onde permaneceu provisoriamente atracada.
A partir de setembro de 2009 encontra-se em exposição no Espaço Cultural da Marinha, no centro do Rio de Janeiro, identificada como "Nau dos Descobrimentos".